# 이베코 유로트래커
이베코 유로트래커(영어: Iveco Eurotrakker)는 이탈리아 이베코사가 이전에 생산했던 덤프 트럭으로 1993년에 최초로 출시되었다.

## 사진

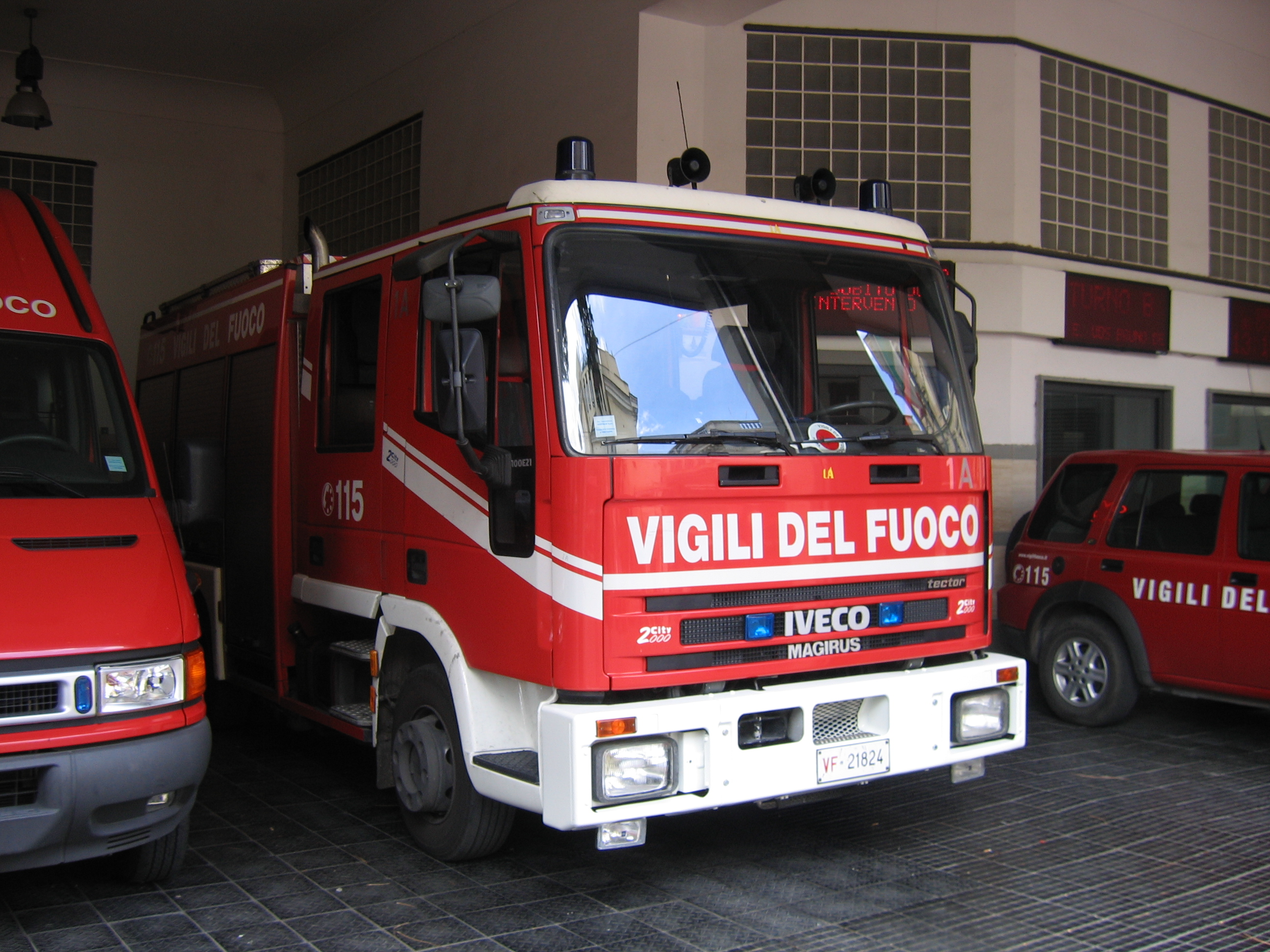
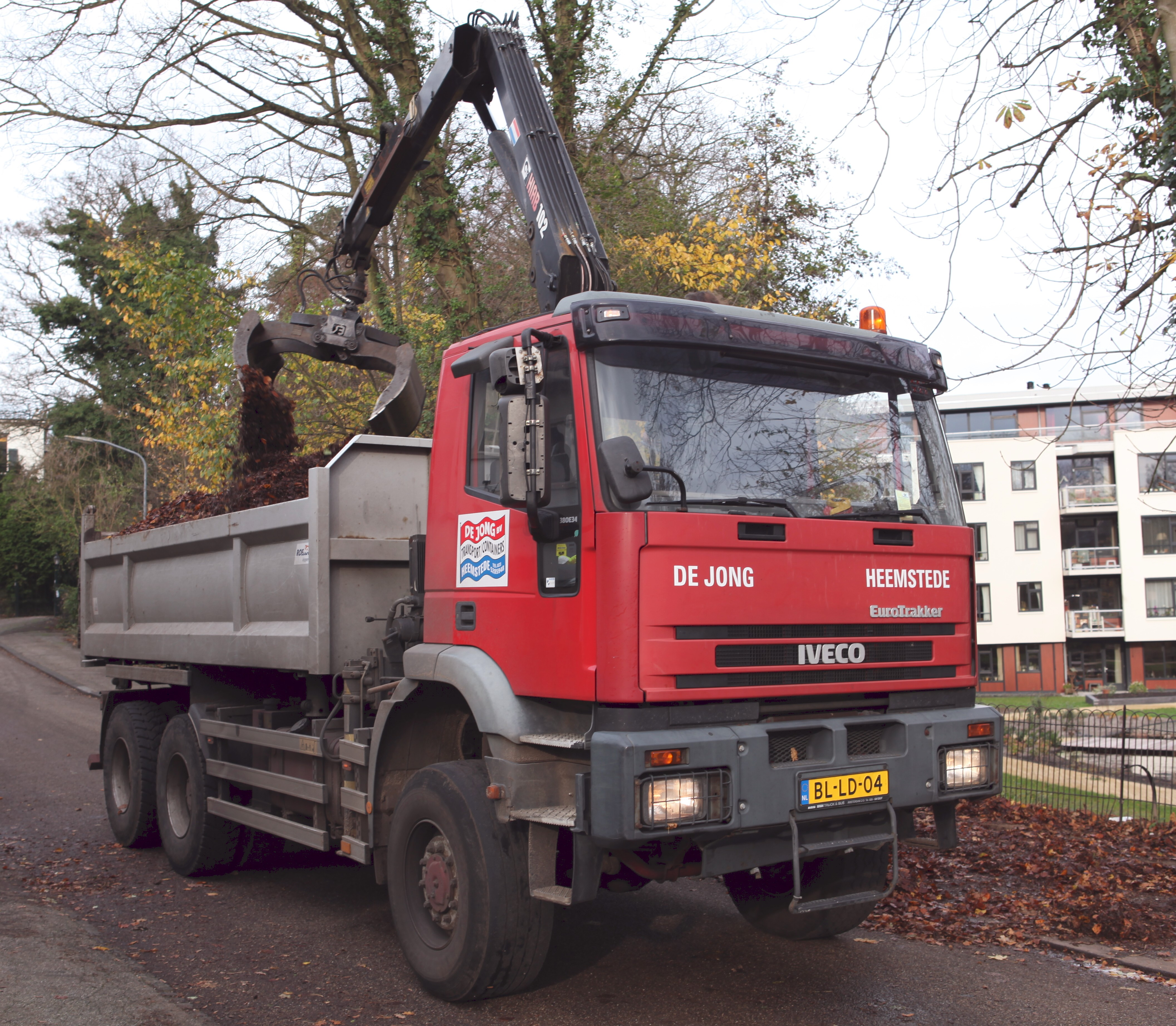
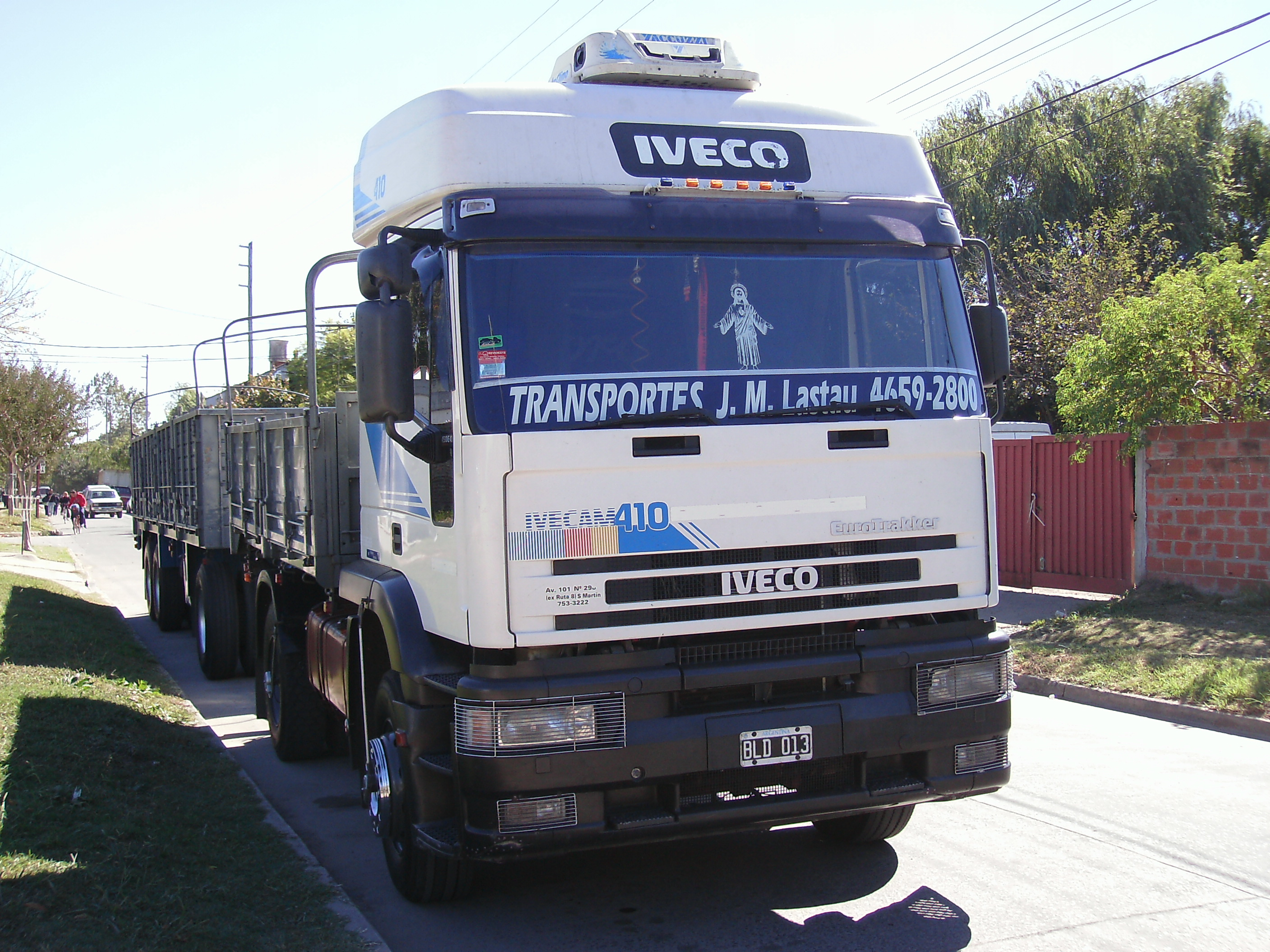

## 개요
1993년에 최초로 출시되었다. 대한민국에 진출 했을 당시 한라중공업을 통해 최초로 덤프 트럭을 수입했으나 1997년 IMF 구제금융 사건으로 한라중공업이 파산되면서 사실상 수입이 중단되었다. 2004년에 후속 차종인 트래커가 출시되면서 이 모델이 단종되었다.